# ГЕС Дафа
ГЕС Дафа (大发水电站) — гідроелектростанція у центральній частині Китаю в провінції Сичуань. Знаходячись після ГЕС Jīnwō, становить нижній ступінь каскаду на річці Tiánwānhé, правій притоці Дадухе, яка, своєю чергою, є правою притокою Міньцзян (впадає ліворуч до Янцзи).
Відпрацьована на станції Jīnwō вода, а також захоплений із Tiánwānhé додатковий ресурс потрапляють у створений на лівобережжі невеликий балансувальний резервуар. Звідси вони спрямовуються до прокладеного через лівобережний гірський масив дериваційного тунелю довжиною 9,4 км, який переходить у напірний водовід довжиною 0,8 км.
Основне обладнання станції становлять дві турбіни типу Пелтон потужністю по 120 МВт, які використовують падіння річки у 574 метри та забезпечують виробництво 1267 млн кВт·год електроенергії на рік.